# Рубин, Исраэль
Исроэл Рубинь (12 июня 1890, Радошковичи Виленской губернии — 24 февраля 1954, Тель-Авив) — израильский педагог и публицист. Один из основоположников школьного образования в Эрец-Исраэль.

## Биография
Родился в местечке Радошковичи (ныне Молодечненский район, Минская область, Республика Беларусь) в семье Хацкеля Рубина и Рохл-Леи Зельцер. Получил традиционное еврейское образование в хедере и иешиве. Окончил педагогические курсы в Гродно.
В молодости участвовал в деятельности Бунда, сионистов-социалистов, затем примкнул к анархистам. В годы Первой мировой войны работал учителем в приютах для детей-беженцев в Минске, Вильне, Варшаве. В 1921 окончил философский факультет Йенского университета (доктор философии). С 1921 жил в Польше, был среди основателей «ЦИШО» («Центральная еврейская школьная организация»), принимал участие в работе местного филиала организации «Джойнт». С 1926 жил в Берлине.
В 1929 эмигрировал в Палестину, работал учителем, школьным инспектором.
Печатал статьи по вопросам педагогики, психологии, фольклору, лингвистике, литературе в периодике на идише, иврите, русском и немецком языках: «Шул ун лебен» (Варшава), «Нае шул», «Шул ун гейм» (Вильно).
Перевел на идиш роман «Бесы» Ф. М. Достоевского, «Каспар Гаузер» Я.Вассермана

## Произведения
- «דעפעקטיווע קינדער אין דער יידישער ליטעראַטור»
- «א דין תורה מיט א קלאָץ: מעשהלע»
- «פון כעזילעס טאָגבוך»
- «קינד און דערוואַקסענער: פסיכאָלאָגישע שטודיע»
- «על האופי והתפתחותו: מחקרים פסיכולוגיים»
- «די מאַמע און איר ראָל אין דערציונג פון קינד»
- «די טראַגעדיע פון בן-יחיד»
- «קינדערשפּיל אַלס לעבנסערנסט»
- «דער יונגער מענטש און זיין אַנטוויקלונג: פון וויג ביז צום זעלבסטשטענדיקן לעבן: אָפּהאַנדלונגען וועגן פסיכאָלאָגיע און דערציונג»
- «האַלט זיך גליַיך: שמועס מיט שול-קינדער»
- «פּעסטאַלאָצי, דער פילאָזאָף און פעדאַגאָג»
- «אידעאַל און עלנד: פילאָזאָפיש-פּסיכאָלאָגישע בּאַטראַכטונגען»
- «פרובוקטורים»
- «מכתבים להורים: בשאלות טפול, חנוך ופסיכולוגיה של ילדים»
- «בנעורנו: תאורים כָרַקטֶרולוגיים לטפוסי-נוער אצלנו»
- «מיומנה של אם: השנה הראשונה בחיי-הילד»
- «ביכורי השירה היהודית המהפכנית»
- «פסיכולוגיה וחנוך לאור ספרותנו»
- «מקרוב ומרחוק: מסות פסיכולוגיות»
- «פונדאַנען אהין: רעטראָספּעקציע-עסייען און זכרונות»